# 贝尔法伊
贝尔法伊（法語：Belfahy，法語發音：[bɛlfa.i]）是法国上索恩省的一个市镇，属于吕尔区。

## 地理
贝尔法伊（47°47'1"N, 6°43'56"E）面积3.07 平方千米，位于法国勃艮第-弗朗什-孔泰大區上索恩省，该省份为法国东部内陆省份，北起顺时针与孚日省、贝尔福地区省、杜省、汝拉省、科多尔省和上马恩省接壤。
与贝尔法伊接壤的市镇（或旧市镇、城区）包括：塞尔旺斯-米耶兰、普朗谢莱米讷、塞尔旺斯、米耶兰。
贝尔法伊的时区为UTC+01:00、UTC+02:00（夏令时）。

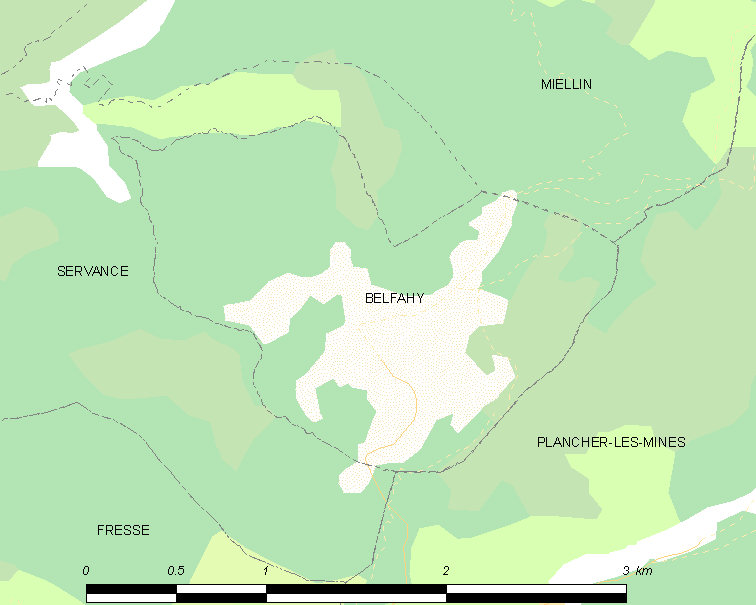
贝尔法伊的OSM定位图

## 行政
贝尔法伊的邮政编码为70290，INSEE市镇编码为70061。

## 政治
贝尔法伊所属的省级选区为梅利塞县。

## 人口

1962-2008年间贝尔法伊人口变化图示

贝尔法伊于2022年1月1日时的人口数量为84人。